# Kamilla Bartone
Kamilla Bartone (Riga, 7 giugno 2002) è una tennista lettone.

## Carriera
Kamilla Bartone ha vinto 3 titoli in singolare e 9 titoli in doppio nel circuito ITF in carriera. Il 25 aprile 2022, ha raggiunto il best ranking in singolare raggiungendo la 348ª posizione mondiale, e il 1º agosto 2022 la 321ª posizione in doppio.
Da junior vince il doppio dei campionati mondiali juniores, il Les Petits As, in coppia con Kostjuk. Ha vinto lo US Open 2019 - Doppio ragazze insieme alla russa Oksana Selechmet'eva.
Kamilla fa il suo debutto in un torneo WTA al Baltic Open 2019 ricevendo una wildcard per il doppio, dove viene sconfitta all'esordio insieme alla russa Ksenija Alešina. Anche nelle qualificazioni partecipa grazie ad un invito e non va oltre al primo turno.

## Statistiche ITF

### Singolare

#### Vittorie (3)
| Torneo $100.000 (0) |
| Torneo $80.000 (0)  |
| Torneo $60.000 (0)  |
| Torneo $40.000 (0)  |
| Torneo $25.000 (0)  |
| Torneo $15.000 (3)  |

| N. | Data             | Torneo                                         | Superficie  | Avversaria in finale       | Punteggio     |
| 1. | 22 novembre 2020 | PAF Open, Haabneeme                            | Cemento (i) | Stéphanie Visscher         | 6-3, 6-4      |
| 2. | 22 ottobre 2023  | Sharm ElSheikh Women's Future, Sharm el-Sheikh | Cemento     | Lamis Alhussein Abdel Aziz | 7-5, 2-6, 7-5 |
| 3. | 28 luglio 2024   | Women's Kuršumlijska Banja, Kuršumlijska Banja | Terra rossa | Natalija Senić             | 6-3, 6-4      |

#### Sconfitte (2)
| Torneo $100.000 (0) |
| Torneo $80.000 (0)  |
| Torneo $60.000 (0)  |
| Torneo $40.000 (0)  |
| Torneo $25.000 (0)  |
| Torneo $15.000 (2)  |

| N. | Data             | Torneo                                         | Superficie  | Avversaria in finale | Punteggio   |
| 1. | 14 luglio 2024   | Women's Kuršumlijska Banja, Kuršumlijska Banja | Terra rossa | Darja Viďmanová      | 1-6, 6(5)-7 |
| 2. | 1º dicembre 2024 | Sharm ElSheikh Women's Future, Sharm el-Sheikh | Cemento     | Joanna Garland       | 1-6, 1-6    |

### Doppio

#### Vittorie (9)
| Torneo $100.000 (0) |
| Torneo $80.000 (0)  |
| Torneo $60.000 (0)  |
| Torneo $40.000 (1)  |
| Torneo $25.000 (5)  |
| Torneo $15.000 (3)  |

| N. | Data             | Torneo                                                 | Superficie  | Compagna            | Avversarie in finale               | Punteggio        |
| 1. | 23 ottobre 2021  | ITF Future Hamburg, Amburgo                            | Cemento (i) | Ylena In-Albon      | Olivia Gadecki Sada Nahimana       | 6-4, 6-3         |
| 2. | 5 marzo 2022     | Nur-Sultan Challenger, Nur-Sultan                      | Cemento     | Ekaterina Makarova  | Anna Sisková Marija Timofeeva      | 1–6, 7–5, [10–8] |
| 3. | 21 ottobre 2023  | Egypt Sharm ElSheikh Women's Future, Sharm el-Sheikh   | Cemento     | Sevil Yuldaševa     | Alisa Kummel Ekaterina Makarova    | 6-2, 6-3         |
| 4. | 24 novembre 2023 | Raiffeisen ITF Val Gardena Südtirol, Ortisei           | Cemento (i) | Anastasia Abbagnato | Indy de Vroome Katarina Kozarov    | 6-4, 6-2         |
| 5. | 30 dicembre 2023 | Ganesh Naik ITF Women's Tennis Tournament, Navi Mumbai | Cemento     | Ekaterina Makarova  | Funa Kozaki Misaki Matsuda         | 6-3, 1-6, [10-7] |
| 6. | 13 aprile 2024   | Bujumbura Open, Bujumbura                              | Terra rossa | Sada Nahimana       | Naïma Karamoko Diāna Marcinkēviča  | 4-6, 6-3, [10-7] |
| 7. | 13 luglio 2024   | Women's Kuršumlijska Banja, Kuršumlijska Banja         | Terra rossa | Darja Viďmanová     | Dimitra Pavlou Anja Stanković      | 6-4, 6-2         |
| 8. | 20 luglio 2024   | Women's Kuršumlijska Banja, Kuršumlijska Banja         | Terra rossa | Darja Viďmanová     | Madelief Hageman Draginja Vuković  | 6-3, 6-3         |
| 9. | 2 novembre 2024  | Republican Girls, Istanbul                             | Cemento (i) | Andreea Prisăcariu  | Jacqueline Cabaj Awad Iva Primorac | 6-4, 6-2         |

#### Sconfitte (4)
| Torneo $100.000 (0) |
| Torneo $80.000 (0)  |
| Torneo $60.000 (0)  |
| Torneo $40.000 (0)  |
| Torneo $25.000 (3)  |
| Torneo $15.000 (1)  |

| N. | Data             | Torneo                                         | Superficie  | Compagna           | Avversarie in finale                   | Punteggio        |
| 1. | 17 giugno 2022   | Open TCM Denain La Porte du Hainaut, Denain    | Terra rossa | Anita Wagner       | Katharina Hobgarski Valerija Strachova | 0-6, 4-6         |
| 2. | 19 novembre 2022 | Magic Tours, Monastir                          | Cemento     | Bojana Marinković  | Tsao Chia-yi Wu Fang-hsien             | 0-6, 5-7         |
| 3. | 7 aprile 2024    | Bujumbura Open, Bujumbura                      | Terra rossa | Sada Nahimana      | Weronika Falkowska Stéphanie Visscher  | 3-6, 6-4, [5-10] |
| 4. | 7 dicembre 2024  | Sharm ElSheikh Women's Future, Sharm el-Sheikh | Cemento     | Andreea Prisăcariu | Polina Iatcenko Katarína Kužmová       | 4-6, 4-6         |

## Grand Slam Junior

### Doppio

#### Vittorie (1)
| Tornei del Grande Slam  |
| ----------------------- |
| Australian Open (0)     |
| Open di Francia (0)     |
| Torneo di Wimbledon (0) |
| US Open (1)             |

| N. | Data             | Torneo            | Superficie | Compagna             | Avversario in finale              | Punteggio   |
| 1. | 8 settembre 2019 | US Open, New York | Cemento    | Oksana Selechmet'eva | Aubane Droguet Séléna Janicijevic | 7-5, 7-6(6) |

#### Sconfitte (1)
| Tornei del Grande Slam  |
| ----------------------- |
| Australian Open (0)     |
| Open di Francia (0)     |
| Torneo di Wimbledon (1) |
| US Open (0)             |

| N. | Data           | Torneo                      | Superficie | Compagna             | Avversario in finale            | Punteggio     |
| 1. | 13 luglio 2019 | Torneo di Wimbledon, Londra | Erba       | Oksana Selechmet'eva | Savannah Broadus Abigail Forbes | 5–7, 7–5, 2–6 |